# Gruppo Speleologico Marchigiano

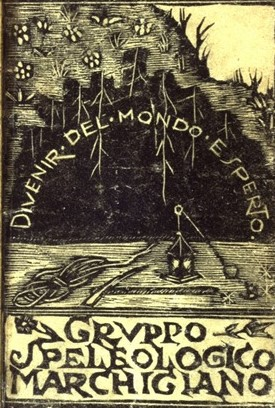
Prima tessera sociale del G.S.M

Il Gruppo Speleologico Marchigiano (G.S.M) è un'associazione fondata ad Ancona nel 1948 che si prefigge lo scopo di riunire tutti gli appassionati marchigiani del carsismo e della speleologia.
I suoi  fondatori più noti sono stati il Dott. Mario Marchetti, il Dott. Carlo Pegorari, L'ing. Paolo Beer, e Il Prof. Gianpaolo Moretti (geologo), il Prof. Giovanni Villa (entomologo) dell'Università di Camerino. 
Tra le cavità scoperte dal G.S.M nelle Marche, le più note sono: Grotta del Fiume, Grotta del Buco Cattivo, Grotta delle Tassare, Grotta Grande del Vento di Frasassi. Da ricordare anche il contributo dato ad un'altra importante esplorazione parziale, quella delle Grotte di Stiffe (Aquila); infatti dopo una prima visita effettuata già nel 1957, questi speleologi nell'anno successivo con tre ravvicinate spedizioni di Leonardo Rotini, Dario Berti ed altri, superato un sifone naturale che impediva il proseguimento oltre la “Sala dei Romani”, scoprirono nuovi enormi sviluppi inoltrandosi nel cuore dell’ipogeo. 
Il più rilevante, primo risultato speleologico di questa associazione però risale al 28 giugno 1948 quando il Dott. Mario Marchetti scoprì all'interno della gola di Frasassi di Genga (Ancona) la Grotta del Fiume, una cavità poi visitata e studiata nel primo dopoguerra dai più importanti scienziati mondiali della terra, i Prof.ri Casteret, De Jolì, Nangeroni. Il racconto di questa scoperta è riportato all'interno della "Guida generale delle Marche" 1950, Ed. Smegar, nella sezione intitolata La zona speleologica di San Vittore di Frasassi. 
L'esplorazione di questa grotta che si apre quasi alla base del monte Valmontagnana (alto 930 metri) fece presagire che il complesso carsico al quale apparteneva, era teoricamente più grande e sviluppato di quanto scoperto inizialmente. Il 25 settembre 1971 Rolando Silvestri del Gruppo Speleologico Marchigiano di Ancona, durante la spedizione organizzata e guidata da Giancarlo Cappanera, scoprì il foro d'ingresso alla "Grotta Grande del Vento di Frasassi", un'immensa cavità (iniziò a formarsi circa 1.400.000 anni fa) poi esplorata per la prima volta dagli stessi speleologi anconetani.  
Con successive esplorazioni, fu trovato un collegamento con la sottostante Grotta del Fiume tanto da formare insieme alla stessa il grandioso Complesso carsico "Fiume-Vento" che si sviluppa per oltre 40 chilometri. 
Nel 1974 la Grotta Grande del Vento è stata aperta al pubblico dal Consorzio Frasassi (formato dalla Provincia di Ancona e dal Comune di Genga); divenuta uno dei poli turistici più importanti delle Marche oltre che un vanto del patrimonio naturalistico italiano, è visitata da più di 300.000 turisti ogni anno.